# Пацура Віталій Іванович
Віталій Іванович Пацура (нар. 19 червня 1997, Львів, Україна) — український професійний гравець в пул. Наймолодший Чемпіон Європи з пулу серед чоловіків в історії пулу.

## Біографія
Народився у Львові, почав займатись більярдним спортом з одинадцяти років у львівському більярдному клубі поруч з його домом[джерело?].
В 2014 році закінчив школу в м. Львові, після чого вступив на навчання у Національний університет фізичного виховання і спорту України в м. Київ, який успішно закінчив в 2019 році та отримав ступінь магістра у сфері спорту. Там продовжив свою спортивну кар'єру.

## Досягнення в кар'єрі
- Чемпіон Європи з пулу серед чоловіків 2016 (Чемпіонати Європи з пулу[en])
- Чемпіон Європи з пулу U-23 2018
- Чемпіон Європи з пулу серед юніорів 2015
- Переможець та кращий гравець Atlantic Challenge Cup in Chicago 2016
- Переможець Кубку Східної Європи 2019
- Переможець командного Afri — East Cup 2019
- Шестиразовий призер Чемпіонатів Європи серед юніорів
- Багаторазовий переможець та призер чемпіонатів та кубків України з пулу.